# Виола Ардоне
Виола Ардоне (на италиански: Viola Ardone) е италианска писателка на произведения в жанра исторически роман, социална драма и детска литература.

## Биография и творчество
Виола Ардоне е родена през 1974 г. в Неапол, Италия. Завършва специалност литература през 1997 г. След дипломирането си работи няколко години в академично издателство, а после като учителка по италиански и латински език в лицея „Де Карло“ в Джулиано в Джуляно ин Кампания.
Първият ѝ роман „Рецепта за сърцето в смут“ е издаден през 2012 г. Главната героиня Дафне е архитектка живееща в Милано, независима и самоуверена, но няма спомени от детството. С помощта на психолога си се опитва да се върне в миналото, към своя град Неапол и срещата със семейството си.
Следва романа ѝ „Сантиментална революция“ от 2016 г., в който героинята, след отличното завършване на университета, вместо да преследва академична кариера попада в непрестижна провинциална гимназия. В нея тя ще трябва да намери път към ума своите ученици, както и изграждането на собственото си бъдеще.
През 2019 г. е издаден романа ѝ „Детският влак“. Той е базиран на реални събития, когато след Втората световна война в опустошена Италия седемдесет хиляди бедни хлапета от Юга са изпратени временно в приемни семейства в Северна Италия, за да оцелеят в суровите зими и лишенията. Историята е за седемгодишния Америго, който е настанен в семейство в Неапол през 1946 г. и решава да остане в него. През 1994 г. той е вече е известен цигулар, и се завръща в родния си дом, виждайки и оценейки миналото си с други очи, да сглоби парчетата от своя разполовен свят и да изкупи вината си. Романът е представен на Франкфуртския панаир на книгата през 2019 г., става бестселър и е издадена в над 30 страни по света. „Детският влак“ е избрана от „Хеликон“ за книга на 2020 г. в България.
През 2021 г. е издаден романът ѝ „Олива Денаро“. Той е по истински случай: през 1965 г. за пръв път в Сицилия една смела жена, Франка Виола, дръзва да откаже „поправителен“ брак с мъжа, който я е отвлякъл и насилил. Героинята на романа, Олива Денаро, прави същото, но според тогавашния закон насилникът е оневинен. След 20 години тя се връща в родното си място, макар семейството ѝ още тогава да го е напуснало, за да поеме по нов път, заедно с много млади жени, които се борят за правото си на избор, достойнство и щастие.
Заедно с писането на романи си сътрудничи с различни вестници и списания – „Кориере дел Мецоджорно“, „Република“, „Стампа“ и „Еспресо“.

## Произведения

### Самостоятелни романи
- La ricetta del cuore in subbuglio (2012)[1][2][3]
- Una rivoluzione sentimentale (2016)
- Il treno dei bambini (2019)[4]
Детският влак, изд.: ИК „Обсидиан“, София (2020), прев. Вера Петрова
- Oliva Denaro (2021)
Олива Денаро, изд.: ИК „Обсидиан“, София (2022), прев. Вера Петрова
- Le Choix (2022) – с Лора Бриньон

### Детска литература
- Cyrano dal naso strano (2017)[1][2]